# Stortjärnen (Skellefteå socken, Västerbotten, 720033-171697)
Stortjärnen är en sjö i Skellefteå kommun i Västerbotten och ingår i Skellefteälvens huvudavrinningsområde. Sjön har en area på 0,218 kvadratkilometer och ligger 205,1 meter över havet.

## Delavrinningsområde
Stortjärnen ingår i det delavrinningsområde (720155-171687) som SMHI kallar för Utloppet av Bjurlidträsket. Medelhöjden är 230 meter över havet och ytan är 13,06 kvadratkilometer. Det finns inga avrinningsområden uppströms utan avrinningsområdet är högsta punkten. Vattendraget som avvattnar avrinningsområdet har biflödesordning 3, vilket innebär att vattnet flödar genom totalt 3 vattendrag innan det når havet efter 54 kilometer. Avrinningsområdet består mestadels av skog (73 procent). Avrinningsområdet har 1,14 kvadratkilometer vattenytor vilket ger det en sjöprocent på 8,7 procent. Bebyggelsen i området täcker en yta av 1,03 kvadratkilometer eller 8 procent av avrinningsområdet.